# Ceratoppia bipilis
Ceratoppia bipilis är en kvalsterart som först beskrevs av Hermann 1804. Enligt Catalogue of Life ingår Ceratoppia bipilis i släktet Ceratoppia och familjen Ceratoppiidae, men enligt Dyntaxa är tillhörigheten istället släktet Ceratoppia och familjen Metrioppiidae. Arten är reproducerande i Sverige.

## Underarter
Arten delas in i följande underarter:
- C. b. bipilis
- C. b. curtipilis
- C. b. spinipes